# 卢镇
卢镇（義大利語：Lu），曾是意大利亚历山德里亚省的一个市镇。总面积21.74平方公里，人口1186人，人口密度54.6人/平方公里（2009年）。ISTAT代码为006089。
2019年1月1日，卢镇与库卡罗蒙费拉托合并为新的卢镇和库卡罗蒙费拉托市镇。